# Gütelhofen
Gütelhofen ist ein Ortsteil der Gemeinde Obermarchtal im Alb-Donau-Kreis in Baden-Württemberg. Der Weiler, circa zwei Kilometer östlich von Obermarchtal, liegt rechts der Donau auf einer Anhöhe mit weitem Ausblick zur Schwäbischen Alb und ins Donautal.

## Geschichte
Gütelhofen wurde als „Gütelhoven“ 1315 erstmals genannt. Der Ort kam von den von Steußlingen und von Emerkingen in der ersten Hälfte des 14. Jahrhunderts an das Kloster Obermarchtal. 
Im Jahr 1932 wurde Gütelhofen in die Gemeinde Obermarchtal eingegliedert.